# PSP-3000
PSP-3000 är en uppdatering av Playstation Portable Slim (PSP-2000), vilken i sin tur är en uppdatering av PlayStation Portable.

## Systemändringar
I jämförelse med Playstation Portable Slim, har PSP-3000 en förbättrad LCD-skärm med en utökad färgvidd, fem gånger så hög kontrast, halva pixelresponstiden för att reducera eftersläpningar, en ny subpixelstruktur, en mikrofon, en ny design på den optiska enheten, ny design på loggor och knappar och en antireflektionsteknologi för att förbättra utomhusspelande. PSP-3000 har också en snabbare webbläsare än tidigare modeller av konsolen.

## Lansering
PSP-3000 släpptes den 14 oktober 2008 i Nordamerika (US$199,99), i Europa den 17 oktober 2008,, och i Australien den 23 oktober 2008 för AU$299,95. Endast basenheten, vilken fick ett pris satt till $169,99 var det enda sättet att köpa den svarta versionen. Eftersom paketet med konsol och tillbehör blev framgångsrikt, lade Sony ner försäljningen av basenheten ensam och den svarta versionen (Piano Black) släpptes även den som ett paket i december 2008. I paketet med den silverfärgade konsolen inkluderas en kupong som tillåter nedladdning av Echochrome, medan paketen med vita respektive svarta konsoler inkluderar en kupong för nedladdning av spelet Everyday Shooter. 